# Remission (medicin)
Remission är en medicinsk diagnostisk term för tillstånd vid kroniska sjukdomar när symtomen delvis avtagit eller tillfälligtvis helt försvunnit.
Remission är vanligt vid kroniska psykiska störningar som bipolär sjukdom och schizofreni; båda sjukdomarna kan uppträda episodiskt (en enda gång och eventuellt aldrig återkomma), men som regel är tillfrisknandet en remission i varierande grad, det vill säga att personen visserligen inte har symtom på sjukdomen men att det föregivna friska tillståndet är tillfälligt. Remissioner kan vara fullständiga, då personen förefaller vara botad. De kan också vara inkompletta, då vissa symtom försvunnit men andra kvarstår. Ett särskilt sådant tillstånd är schizofrent resttillstånd som ofta förekommer vid hebefren schizofreni, då de positiva symtomen klingat bort men de negativa symtomen dröjer kvar.
Vid feber innebär remission att kroppstemperaturen sänkts, men att man förväntar sig att den kommer att stiga igen på grund av sjukdomens natur. Remission är också vanligt vid sjukdomar som ger smärta, och vid cancer.